# Чевенини, Альдо
Альдо Чевенини (итал. Aldo Cevenini; 8 ноября 1889, Арона, Пьемонт — 26 октября 1973, Дейва-Марина, Лигурия) — итальянский футболист, игравший на позиции полузащитника за «Милан», «Интер» и «Новезе». Участник первой официальной игры в истории национальной сборной Италии.
По завершении игровой карьеры — тренер.

## Клубная карьера
Во взрослом футболе дебютировал в 1907 году выступлениями за команду «АК Либертас», в которой провёл два сезона.
Впоследствии с 1909 по 1921 год играл за «Милан» и «Интер», несколько раз переходил из одного миланского гранда к другому. В составе «Интера» в сезоне 1919/20 становился чемпионом Италии.
Впоследствии в течение сезона 1921/22 играл за «Новезе», в составе которого также выигрывал национальный чемпионат.
Завершал игровую карьеру в «Интере», за который в своём последнем сезоне 1922/23 провёл 22 матча.

## Выступления за сборную
15 мая 1910 года был включён в состав национальной сборной Италии на её первый в истории официальный матч — товарищескую игру против сборной Франции, которая завершилась победой итальянцев со счётом 6: 2.
Через 11 дней сыграл в своём втором матче за национальную команду, в котором она уступила со счётом 1: 6 сборной Венгрии, что соответственно стало первым поражением в истории итальянской футбольной сборной.
Всего в течение шести лет провёл в её форме 11 матчей, забив 4 гола.

## Карьера тренера
Первый опыт тренерской работы получил ещё продолжая играть на поле, в течение 1916—1918 годов являясь играющим тренером «Милана».
Через некоторое время после завершения игровой карьеры вернулся к тренерской работе, возглавив в 1929 году тренерский штаб «Аталанты», в которой проработал один год.
Последним местом тренерской работы была «Павия», главным тренером которой Альдо Чевенини был с 1932 по 1933 год, выведя её из второго в высший дивизион итальянского первенства.
Умер 21 октября 1973 года на 84-м году жизни в городе Дейва-Марина.

## Титулы и достижения

### как игрока
Чемпион Италии (2):
«Интернационале» : 1919—1920
«Новезе» : 1921—1922